# 有限拓撲空間
在数学中，有限拓扑空間 指一個由有限集合{\displaystyle X}所生成的拓扑空间。也就是一個只有有限多個點的拓扑空間。
儘管拓扑學主要是為無限拓扑空間而發展的，但有限拓扑空間仍能够提供一些有趣的現象以及一些猜想的反例。威廉·瑟斯顿將此意義上的有限拓扑研究稱為:「一個奇特的話題，可以為各種問題提供深入的了解。」